# 天主教本地治里暨古德洛尔总教区
天主教本地治里暨古德洛爾總教區（拉丁語：Archidioecesis Pondicheriensis et Cuddalorensis），是羅馬天主教會以印度東南部本地治里為中心的一個總主教區。下轄四個教區。
2004年有教友305,306名，僅佔轄區總人口的4.7%。由169名司鐸名管理89個堂區。現任教區總主教為安多尼‧阿南達拉阿爾。
1776年建立自治傳教團，1828年6月14日升為監牧區，1836年9月1日升為代牧區，1886年9月1日升為總教區，1953年8月7日易名至今。